# Mechtild Rössler

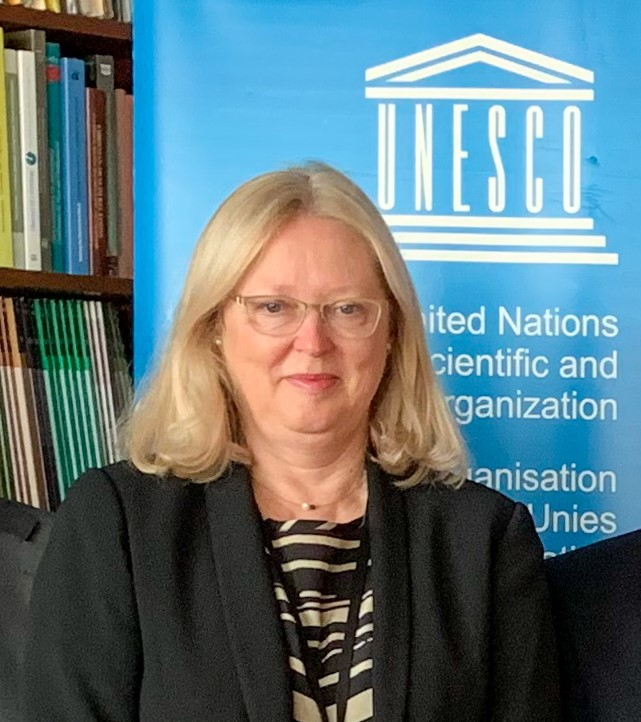
Mechtild Rössler

Mechtild Rössler (* 11. Juni 1959) ist eine deutsche Geographin. Von 2015 bis zum Eintritt in den Ruhestand im November 2021 war sie Direktorin des Welterbezentrums der UNESCO in Paris als Nachfolger von Kishore Rao.

## Leben
Rössler wurde 1959 geboren. Neben der deutschen Sprache ist sie auch mit der Plansprache Esperanto aufgewachsen. Nach dem Abitur am Edith-Stein-Gymnasium Speyer studierte sie Kulturgeographie an der Albert-Ludwigs-Universität Freiburg und promovierte 1988 an der Universität Hamburg zu dem Thema „Wissenschaft und Lebensraum“, geographische Ostforschung im Nationalsozialismus: ein Beitrag zur Disziplingeschichte der Geographie. 1989 begann sie ihre UNESCO-Karriere beim Research Centre der Cité des sciences et de l’industrie in Paris. Hierauf folgte ein Forschungsaufenthalt an der University of California, Berkeley an der Fakultät für Geographie. Nach der Mitarbeit an verschiedenen UNESCO-Programmen wurde sie schließlich 2015 Direktorin der Abteilung für das Kulturerbe und das Welterbezentrum. Seit November 2018 verwaltet sie zudem die Welterbekonvention. Sie ist Autorin von über 100 Fachartikeln und Co-Autorin von 13 Büchern.

## Veröffentlichungen
- „Wissenschaft und Lebensraum“, geographische Ostforschung im Nationalsozialismus: ein Beitrag zur Disziplingeschichte der Geographie (Dissertation, Hamburg 1988)
- Many voices, one vision: the early history of the World Heritage Convention (zusammen mit Christina Cameron, 2013), ISBN 9781138248083